# Isoperla
Isoperla és un gènere d'insectes plecòpters pertanyent a la família dels perlòdids que es troba a Euràsia, Nord-amèrica (incloent-hi Mèxic) i el Marroc.
En els seus estadis immadurs són aquàtics i viuen a l'aigua dolça, mentre que com a adults són terrestres i voladors.
Segons estudis realitzats al riu Rheidol (Gal·les) es nodreix de Batrachospermum, detritus de Lemanea, Rhithrogena, Baetis, Amphinemura, Leuctra, oligoquets (Oligochaeta), Chloroperla i Polycentropus.

## Taxonomia
- Isoperla acicularis (Despax, 1936)
  - Isoperla acicularis acicularis (Despax, 1936)
  - Isoperla acicularis cantabrica (Aubert, 1956)
  - Isoperla acicularis guadarramica (Aubert, 1956)
- Isoperla acula (Jewett, 1962)
- Isoperla adunca (Jewett, 1962)
- Isoperla aizuana (Kohno, 1953)
- Isoperla albanica (Aubert, 1964)
- Isoperla altaica (Šámal, 1939)
- Isoperla ambigua (Despax, 1936)
- Isoperla andreinii (Festa, 1938)
- Isoperla armeniaca (Zhiltzova, 1961)
- Isoperla asakawae (Kohno, 1941)
- Isoperla asiatica (Raušer, 1968)
- Isoperla auberti (Rauser, 1965)
- Isoperla azusana (Kohno, 1953)
- Isoperla baumanni (Szczytko & Stewart, 1984)
- Isoperla belai (Illies, 1963)
- Isoperla bellona (Banks, 1911)
- Isoperla berthelemyi (Sivec & Dia, 2002)
- Isoperla bifurcata (Szczytko & Stewart, 1979)
- Isoperla bilineata (Say, 1823)
- Isoperla bimaculata (Yang, D. & C. Yang, 1996)
- Isoperla bipartita (Aubert, 1963)
- Isoperla bithynica (Kempny, 1908)
- Isoperla bosnica (Aubert, 1964)
- Isoperla breviptera (Ikonomov, 1980)
- Isoperla buresi (Rauser, 1962)
- Isoperla burksi (Frison, 1942)
- Isoperla carbonaria (Aubert, 1953)
- Isoperla carpathica (Kis, 1971)
- Isoperla chazaudina (Navàs, 1923)
- Isoperla chius (Zwick, 1978)
- Isoperla citronella (Newport, 1851)
- Isoperla conspicua (Frison, 1935)
- Isoperla cotta (Ricker, 1952)
- Isoperla coushatta (Szczytko & Stewart, 1976)
- Isoperla curtata (Navàs, 1924)
- Isoperla curvispina (Wu, C.F., 1938)
- Isoperla davisi (James, 1974)
- Isoperla debilis (Kohno, 1953)
- Isoperla decepta (Frison, 1935)
- Isoperla decolorata (Walker, 1852)
- Isoperla denningi (Jewett, 1955)
- Isoperla dicala (Frison, 1942)
- Isoperla difformis (Klapálek, 1909)
- Isoperla distincta (Nelson, C.H., 1976)
- Isoperla emarginata (Harden & Mickel, 1952)
- Isoperla eximia (Zapekina-Dulkeit, 1975)
- Isoperla extensa (Claassen, 1937)
- Isoperla fengi (Wu, C.F. & Claassen, 1934)
- Isoperla flava (Kis, 1963)
- Isoperla flavescens (Zhiltzova & Potikha, 1986)
- Isoperla francesca (Harper, 1971)
- Isoperla frisoni (Illies, 1966)
- Isoperla fukushimensis (Kohno, 1953)
- Isoperla fulva (Claassen, 1937)
- Isoperla fusca (Needham & Claassen, 1925)
- Isoperla gibbsae (Harper, 1971)
- Isoperla goertzi (Illies, 1952)
- Isoperla grammatica (Poda, 1761)
- Isoperla gravitans (Needham & Claassen, 1925)
- Isoperla hemithales (Navàs, 1923)
- Isoperla holochlora (Klapálek, 1923)
- Isoperla hyblaea (Consiglio, 1961)
- Isoperla ikariae (Zwick, 1978)
- Isoperla illyrica (Tabacaru, 1971)
- Isoperla ilvana (Consiglio, 1958)
- Isoperla inermis (Kacanski & Zwick, 1970)
- Isoperla insularis (Morton, 1930)
- Isoperla irregularis (Klapálek, 1923)
- Isoperla jamesae (Grubbs & Szczytko, 2010)
- Isoperla jewetti (Szczytko & Stewart, 1976)
- Isoperla kappa (Ishizuka, 2002)
- Isoperla karuk (Baumann & Lee, 2009)
- Isoperla katmaiensis (Szczytko & Stewart, 1979)
- Isoperla kir (Fochetti & Vinçon, 1993)
- Isoperla kozlovi (Zhiltzova, 1972)
- Isoperla lata (Frison, 1942)
- Isoperla laucki (Baumann & Lee, 2009)
- Isoperla lesbica (Zwick, 1978)
- Isoperla libanica (Aubert, 1964)
- Isoperla longiseta (Banks, 1906)
- Isoperla lugens (Klapálek, 1923)
- Isoperla lunigera (Klapálek, 1923)
- Isoperla luzoni (Tierno de Figueroa, 2005)
- Isoperla maculata (Zhiltzova, 1977)
- Isoperla major (Nelson & Kondratieff, 1983)
- Isoperla marlynia (Needham & Claassen, 1925)
- Isoperla marmorata (Needham & Claassen, 1925)
- Isoperla maxana (Harden & Mickel, 1952)
- Isoperla minima (Illies, 1963)
- Isoperla miwok (Bottorff & Szczytko, 1990)
- Isoperla mohri (Frison, 1935)
- Isoperla mongolica (Zhiltzova, 1972)
- Isoperla montana (Banks, 1898)
- Isoperla mormona (Banks, 1920)
- Isoperla moselyi (Despax, 1936)
- Isoperla motonis (Okamoto, 1912)
- Isoperla muir (Szczytko & Stewart, 2004)
- Isoperla namata (Frison, 1942)
- Isoperla nana (Walsh, 1862)
- Isoperla nanchana (Navàs, 1922)
- Isoperla neimongolica (Yang, D. & C. Yang, 1996)
- Isoperla nevada (Aubert, 1952)
- Isoperla nigricauda (Navàs, 1923)
- Isoperla nilovana (Navàs, 1923)
- Isoperla nipponica (Okamoto, 1912)
- Isoperla obscura (Zetterstedt, 1840)
- Isoperla oenotriae (Consiglio, 1967)
- Isoperla okamotonis (Kohno, 1941)
- Isoperla orata (Frison, 1942)
- Isoperla ordosi (Wu, C.F., 1938)
- Isoperla ornata (Zhiltzova, 1988)
- Isoperla orobica (Ravizza, 1975)
- Isoperla ouachita (Stark & Stewart, 1973)
- Isoperla oxylepis (Despax, 1936)
- Isoperla pallida (Aubert, 1963)
- Isoperla pawlowskii (Wojtas, 1961)
- Isoperla petersoni (Needham & Christenson, 1927)
- Isoperla peterzwicki (Stark & Sivec, 2008)
- Isoperla phalerata (Needham, 1917)
- Isoperla pinta (Frison, 1937)
- Isoperla potanini (Klapálek, 1921)
- Isoperla pseudornata (Zhiltzova, 1988)
- Isoperla pusilla (Klapálek, 1923)
- Isoperla quinquepunctata (Banks, 1902)
- Isoperla rainiera (Jewett, 1954)
- Isoperla retroloba (Wu, 1938)
- Isoperla rhododendri (Zhiltzova, 1956)
- Isoperla richardsoni (Frison, 1935)
- Isoperla rivulorum (Pictet, 1842)
- Isoperla roguensis (Szczytko & Stewart, 1984)
- Isoperla russevi (Sowa, 1970)
- Isoperla saccai (Festa, 1939)
- Isoperla sagittata (Szczytko & Stewart, 1976)
- Isoperla shibakawae (Okamoto, 1912)
- Isoperla signata (Banks, 1902)
- Isoperla silesica (Illies, 1952)
- Isoperla similis (Hagen, 1861)
- Isoperla slossonae (Banks, 1911)
- Isoperla sobria (Hagen, 1874)
- Isoperla sordida (Banks, 1906)
- Isoperla sowerbyi (Wu, C.F. & Claassen, 1934)
- Isoperla submontana (Rauser, 1965)
- Isoperla sudetica (Kolenati, 1859)
- Isoperla suzukii (Okamoto, 1912)
- Isoperla szczytkoi (Poulton & Stewart, 1987)
- Isoperla tilasqua (Szczytko & Stewart, 1979)
- Isoperla towadensis (Okamoto, 1912)
- Isoperla transmarina (Newman, 1838)
- Isoperla tripartita (Illies, 1954)
  - Isoperla tripartita obliqua (Zwick, 1978)
  - Isoperla tripartita recta (Zwick, 1978)
  - Isoperla tripartita tripartita (Illies, 1954)

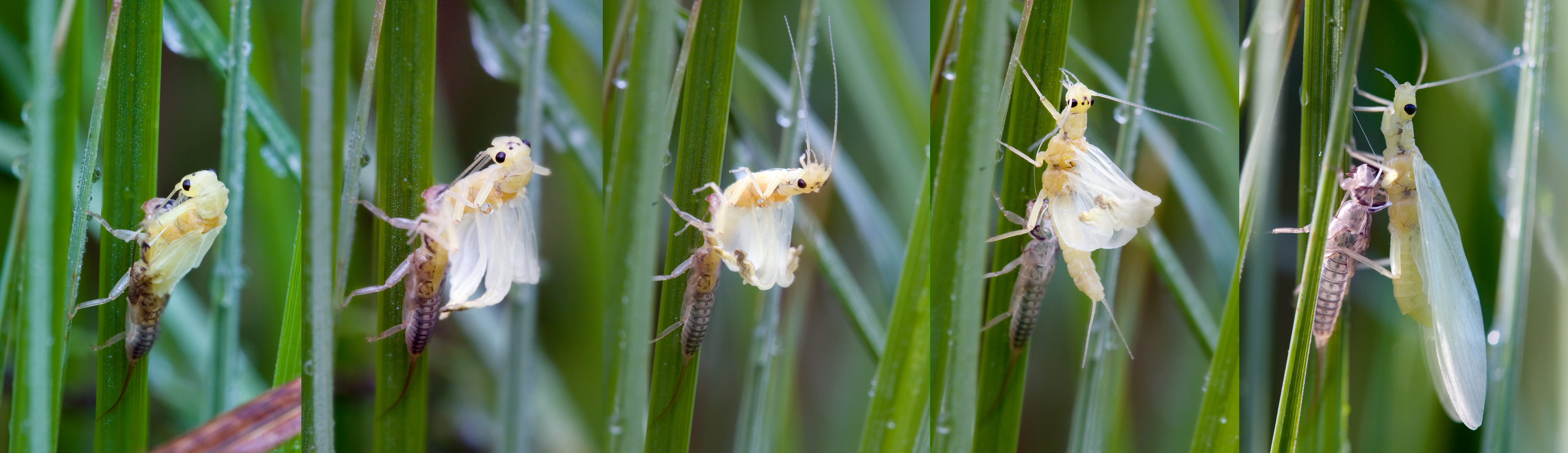
Una larva dIsoperla surt de l'aigua per a enfilar-se per una tija i eclosionar com adult.

- Isoperla uenoi (Kawai, 1967)
- Isoperla vevcianensis (Ikonomov, 1980)
- Isoperla viridinervis (Pictet, 1865)
- Isoperla yangi (Wu, C.F., 1935)
- Isoperla zwicki (Tierno de Figueroa & Fochetti, 2001)[6][1][7][8][9][10][11][12][13]